# Ponte Ronca
Ponte Ronca (Pånnt Råunca in dialetto bolognese montano medio) è una frazione del comune di Zola Predosa nella città metropolitana di Bologna.

## Geografia fisica
Si trova a circa 2,53 chilometri dal capoluogo comunale di Zola Predosa.

## Monumenti e luoghi di interesse
Nel centro abitato sono presenti due chiese, facenti parte di un'unica parrocchia: una di origine cinquecentesca, l'altra del 1962, al cui interno è conservato un dipinto raffigurante la Madonna considerata miracolosa, di un ignoto autore settecentesco.
Nel territorio della frazione è presente anche l'area museale denominata Ca' la Ghironda Modern Art Museum

## Infrastrutture e trasporti
Ponte Ronca è attraversata dalla strada provinciale 569 via Bazzanese, già Strada statale 569 di Vignola, che dal 1883 al 1938 ospitava il binario della tranvia Bologna-Casalecchio-Vignola; nella località era presente la fermata Ponte Ronca.
Nel 1938 la tranvia fu sostituita dalla attuale ferrovia elettrica, la cui fermata Ponte Ronca è inserita nell'ambito del servizio ferroviario metropolitano di Bologna e servite dalle relazioni di Trenitalia Tper con il capoluogo.
A Ponte Ronca sono presenti quattro fermate per autobus, gestite dall'azienda TPER, denominate come: Ponte Ronca Scuole, San Pancrazio, Ponte Ronca e Ponte Ronca campo sportivo. Le linee passanti per queste fermate sono: 94, 671, 672 e 673.

## Sport

### Calcio
A Ponte Ronca ha sede l'Associazione Sportiva Dilettantistica Ponte Ronca Calcio, militante in seconda categoria bolognese. I campi dello stadio "Melotti" sono anche utilizzati dallo Zola Predosa, attiva a livello giovanile.